# (10310) Delacroix
(10310) Delacroix  es un asteroide perteneciente al cinturón de asteroides, descubierto el 16 de agosto de 1990 por Eric Walter Elst desde el Observatorio La Silla, en Chile.

## Designación y nombre
Delacroix se designó inicialmente como 1990 QZ8.
Más adelante fue nombrado en honor al pintor francés  Eugène Delacroix (1798-1863).

## Características orbitales
Delacroix orbita a una distancia media del Sol de 2,3399 ua, pudiendo acercarse hasta 2,0764 ua y alejarse hasta 2,6033 ua. Tiene una excentricidad de 0,1126 y una inclinación orbital de 3,3172° grados. Emplea en completar una órbita alrededor del Sol 1307 días.

## Características físicas
Su magnitud absoluta es 14,6. Tiene 6,981 km de diámetro. Su albedo se estima en 0,063. El valor de su periodo de rotación es de 44,517 h.